# Гядыр (стадион)
Стадио́н «Гяды́р» (перс. ورزشگاه غدیر اهواز‎) — многоцелевой стадион расположенный в иранском городе Ахваз, который является столицей и крупнейшим городом провинции Хузестан. Построен в 2006—2012 годах, открыт 15 марта 2012 года. Вмещает 38 900 зрителей, и с этим показателем является шестым по крупности стадионом Ирана. Изначально, по проекту вместимость стадиона должна была составлять 51 000. Архитектором стадиона является женщина, Зохре Фаршид, которая также является автором проекта крупного спорткомплекса «Ахваз».
Является домашней ареной для местных футбольных клубов «Фулад» и «Эстегляль Хузестан».